# 12843 Ewers
12843 Ewers eller 1997 GH27 är en asteroid i huvudbältet som upptäcktes den 9 april 1997 av Spacewatch vid Kitt Peak-observatoriet. Den är uppkallad efter Richard G. Ewers.
Asteroiden har en diameter på ungefär 4 kilometer.